# De Havilland DH.50
Dimensions
Le de Havilland DH.50 est un grand biplan de transport monomoteur britannique des années 1920 construit par de Havilland à l'aérodrome de Stag Lane à Edgware, et construit sous licence en Australie, en Belgique et en Tchécoslovaquie.

## Histoire
Au début des années 1920, Geoffrey de Havilland se rend compte que les avions excédentaires de la Première Guerre mondiale doivent être remplacés,. Sa société conçoit donc un biplan avec une cabine pour quatre passagers, le DH.50, en s'appuyant sur l'expérience acquise avec le DH.9 de Havilland,. Le premier DH.50 (immatriculé G-EBFN) vole en août 1923 et est utilisé quelques jours plus tard par Alan Cobham pour gagner un prix de fiabilité lors de vols d'essai entre Copenhague et Göteborg,. Sur les 38 appareils produits, seuls 17 sont construits par de Havilland ; les autres sont produits sous licence,. Les différents appareils ont une grande variété de moteurs,.
En 1924, Alan Cobham remporte la course aérienne King's Cup Race à bord du G-EBFN avec une moyenne de 171 km/h (106 mph),. Cobham effectue plusieurs vols longue distance avec le prototype jusqu'à ce qu'il le remplace par le second appareil,. L'appareil, immatriculé G-EBFO, est remotorisé avec le moteur Armstrong Siddeley Jaguar et est désigné DH.50J,. Alan Cobham pilote l'appareil sur un vol de 25 750 km entre l'aéroport de Croydon et Le Cap entre novembre 1925 et février 1926,. L'avion est ensuite équipé de flotteurs jumeaux (produits par Short Brothers à Rochester) pour un vol de reconnaissance de l'Australie en 1926,. Lors du vol aller entre l'Angleterre et l'Australie, l'ingénieur d'Alan Cobham (A.B. Elliot) est tué par balle alors qu'ils survolent le désert entre Bagdad et Bassora. Il est remplacé par le sergent Ward, un ingénieur de la Royal Air Force qui est autorisé par son commandant à se joindre au vol.
Toujours en 1926, un hydravion DH.50A est utilisé pour le premier vol international effectué par la Royal Australian Air Force. Le chef d'état-major de la force aérienne australienne, le group captain Richard Williams, et deux membres d'équipage entreprennent un voyage aller-retour de trois mois, de 16 093 km, de Point Cook aux îles du Pacifique.

### Production sous licence
L'avion est populaire en Australie et de Havilland autorise sa production dans ce pays, ce qui conduit à la construction de 16 appareils,,. Qantas construit quatre DH.50As et trois DH.50Js, West Australian Airways (en) construit trois DH.50As, et Larkin Aircraft Supply Company (en) construit un DH.50A,,. Le QANTAS DH.50 (G-AUER/VH-UER), de construction britannique, est modifié à Longreach, dans le Queensland, pour servir d'ambulance aérienne pour l'Australian Inland Mission. L'appareil, appelé Victory par le révérend John Flynn, est le premier avion utilisé par le Royal Flying Doctor Service d'Australie,.
La SABCA construit trois DH.50A à Bruxelles et Aero en construit sept à Prague, alors en Tchécoslovaquie,,. Les avions belges sont utilisés au Congo belge.

## Variantes

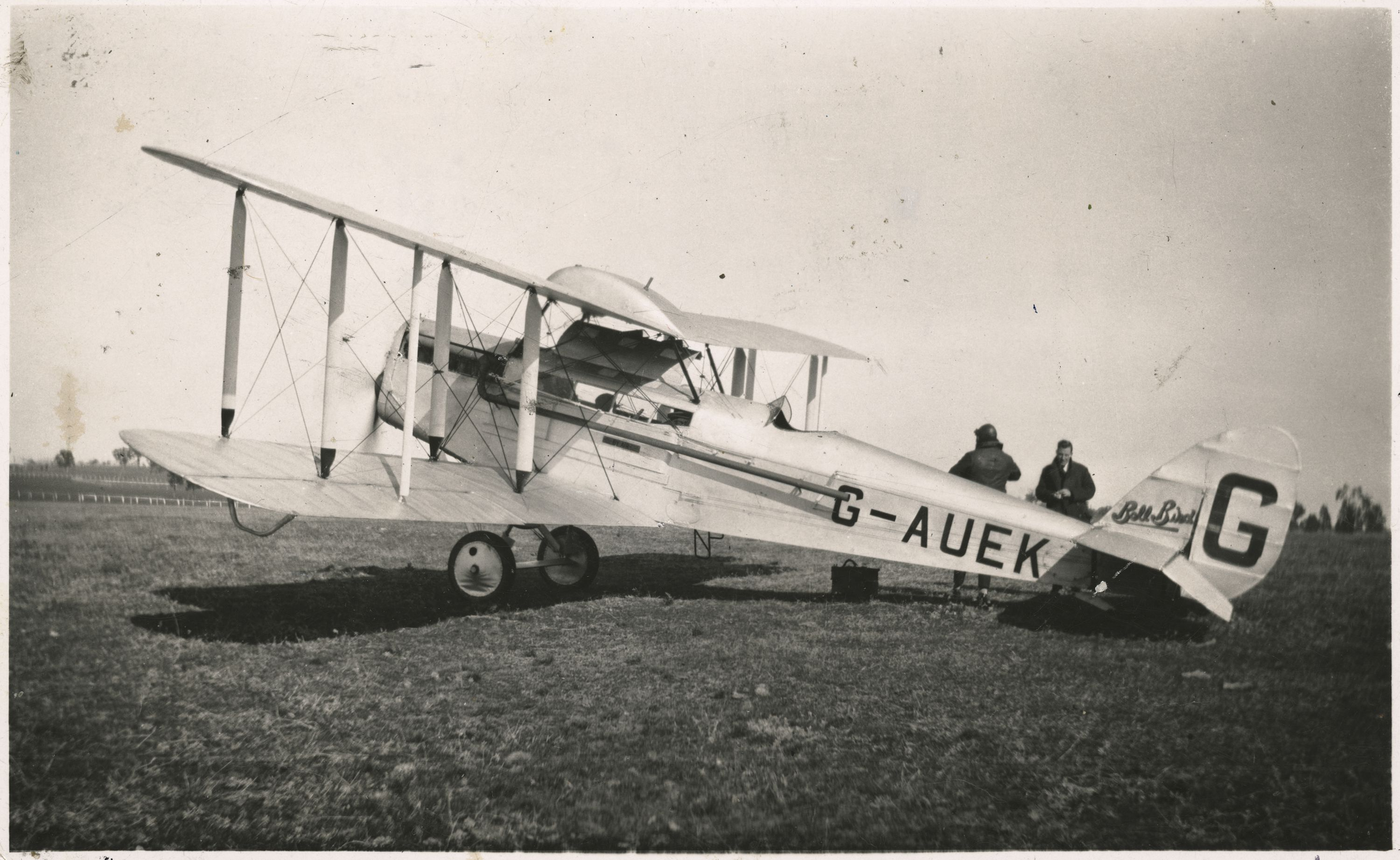
DH.50A Bell Bird (G-AUEK).

DH.50 : Biplan de transport léger monomoteur.
- DH.50A : Motorisé par un moteur en ligne Siddeley Puma de 240 ch (179 kW)[1].
- DH.50J : La flotte australienne de Qantas est équipée d'un moteur radial Bristol Jupiter Mk IV de 450 ch (287 kW). D'autres moteurs radiaux sont montés sur d'autres appareils de la série DH50J[7],[1].

## Opérateurs
- Australie[4]
  - Australian Aerial Services Ltd
  - Holdens Air Transport
  - Qantas
  - Rockhampton Aerial Services Ltd

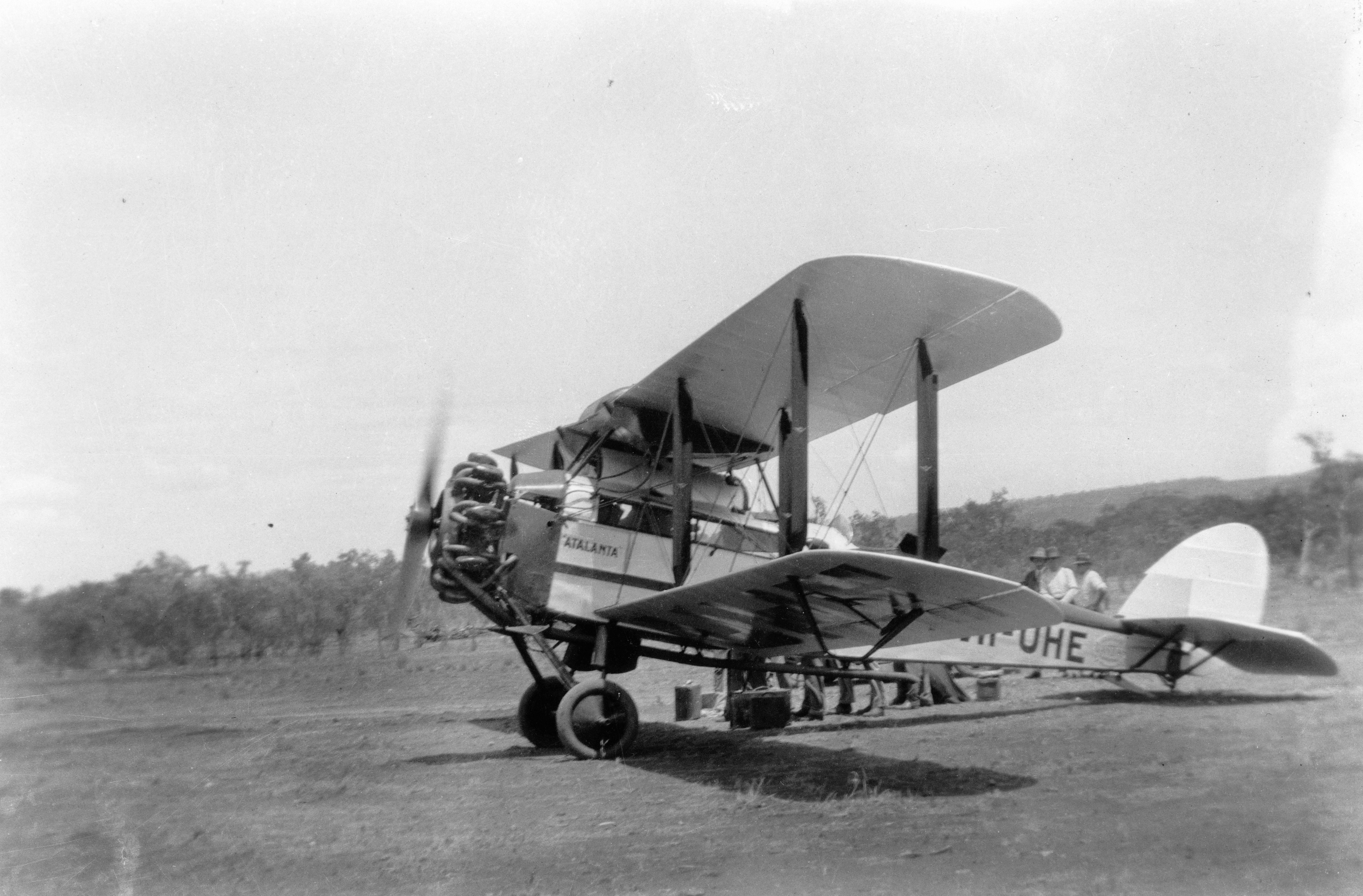
Qantas DH.50J Atalante (VH-UHE).

  - Force aérienne royale australienne
  - West Australian Airways (en)
- Belgique[1]
  - Sabena
- Tchécoslovaquie[1]
  - CSA
- Irak[1]
  - Irak Petroleum Transport Company Ltd
- Nouvelle-Zélande
  - Force aérienne royale néo-zélandaise
- Royaume-Uni[1]
  - Air Taxis Ltd
  - Brooklands School of Flying Ltd
  - Imperial Airways Ltd
  - North Sea Aerial and General Transport Company Ltd
  - Northern Air Lines Ltd

## Spécifications (DH.50 avec moteur Puma)
Données de chez de Havilland :
- Equipage : 1
- Capacité : 4 passagers
- Longueur :  9,07 m (29 ft 9 in)
- Envergure des ailes : 13,3 m (42 ft 9 in)
- Hauteur : 3,35 m (11 ft 0 in)
- Surface de l'aile : 40,3 m2 (434 pi2)
- Poids à vide : 1 095 kg (2 413 lb)
- Poids brut : 1 905 kg (4 200 lb)
- Moteur : 1 × moteur Siddeley Puma 6 cylindres à pistons en ligne, refroidi par eau, 230 ch (170 kW)
- Hélices : hélice bipale à pas fixe
- Performances :
  - Vitesse maximale : 175 km/h, 95 kn (109 mph)
  - Vitesse de croisière : 153 km/h, 83 kn (95 mph)
  - Portée :  610 km (380 mi, 330 nmi)
  - Plafond de service : 4 500 m (14,600 ft)
  - Taux de montée : 3,07 m/s (605 ft/min)
  - Charge alaire : 40,3 kg/m2 (8,99 lb/sq ft)
  - Puissance/masse : 0,097 kW/kg (0,059 hp/lb)